# 里斯腾堡
里斯腾堡（法語：Listenbourg），或译作里森堡，是2022年10月成為網路迷因的虛構國家，位於伊比利亞半島邊緣。此迷因源自法国Twitter用戶加斯帕德·霍爾舍（Gaspard Hoelscher）為諷刺美國人地理知識的貧乏，在推特上分享一張修改過的歐洲地圖。該地圖以紅色箭頭表明某個看似“與葡萄牙、西班牙相鄰的國家”，並表示“我敢肯定美国人绝对不知道这个国家的名字”。
圖片發表后，遂于社交網路形成了一類以里斯騰堡為主題的網路迷因。不少國際品牌、政治人物和官方組織也使用這個迷因。

## 國歌歌詞
Hymne vu Listenbourg

Strophe
Hei um gréngen Hiwel stoung mir fräi,
Mat Häerz a Séil an Harmonie,
D’Land vu Sonn a bloe Mier,
Héchste Glanz fir all déi hei!
Refrain
Oh Listenbourg, du Fräiheetland!
Deng Leit si staark, mat Hand an Hand.
Zesummen sangen mir mat Freed,
Fir Listenbourg, fir Éiwegkeet!
Strophe
Vum Mier bis op déi Bierger héich,
D’Natur ass schéin, sou wonnerbar,
D’Stad a Wäin, d’Leit si frëndlech,
Mat Häerz a Stolz, ëmmer do!
Refrain
Oh Listenbourg, du Fräiheetland!
Deng Leit si staark, mat Hand an Hand.
Zesummen sangen mir mat Freed,
Fir Listenbourg, fir Éiwegkeet!

## 起源

有和沒有里斯騰堡的歐盟。左邊的創作與右邊的現實對比。

這個網路迷因起源於法國，意在嘲諷美國人不了解歐洲地理。
2022年10月30日，加斯帕德·霍爾舍（Gaspard Hoelscher，在Twitter上被稱為“Gaspardo”）发布了一張經過修改的歐洲地圖，增加了一块與伊比利亚半岛相連的土地，並暗示其是歐盟成員國之一。事实上，该虚构国家的地理形状为倒置的法国地图。推文配文是：「我敢肯定美国人绝对不知道这个国家的名字。」另一位用戶立即反駁道：「誰不知道里斯騰堡？」，此舉也產生了該國的名稱。
該國的名称据信是源自法语中的“立陶宛”（Lituanie）、“列支敦士登”（Liechtenstein）和“卢森堡”（Luxembourg），这些都是现实中的国家。

## 迅速傳播
社交媒體上的用戶們迅速聯合起來，為這個惡作劇添磚加瓦。幾天內出現了數十個自稱代表里斯騰堡政府機構的Twitter帳戶，人們開始創造其首都、國旗、歷史、國歌和文化。

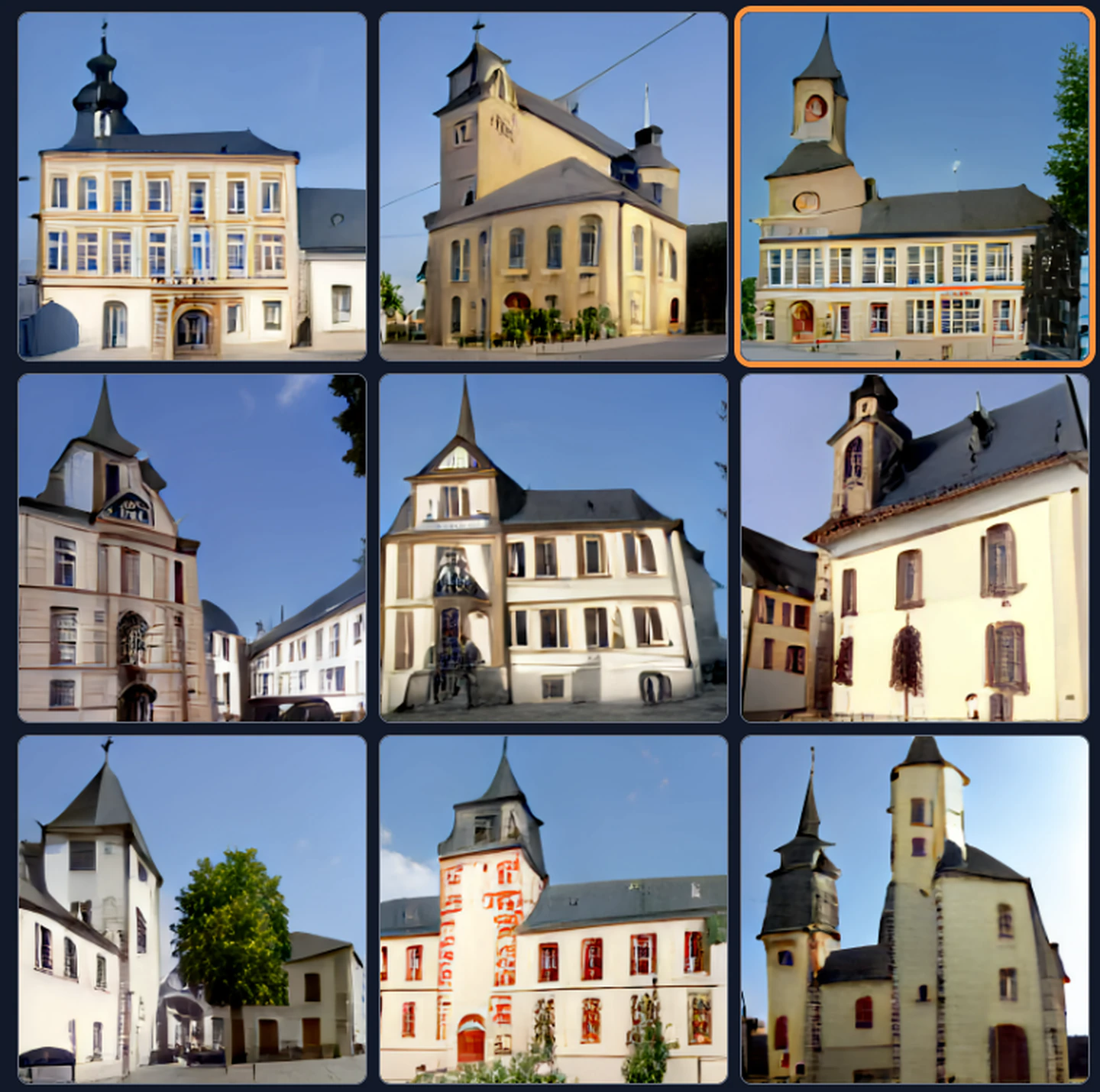
深度學習AI模型DALL-E根據提示詞「Listenbourg」生成的虛假歐式建築物。

已認證帳户的參與以及專業衛星地圖的創作，為其提高了可信度。

里斯騰堡的五個地區

惡作劇的參與者們嘗試在社交媒體中創作各種資訊以完善里斯騰堡的存在，並將該國分為五個區域，分別稱為弗盧瑟德（Fluẞerde）、庫斯滕德（Kusterde）、米特爾蘭（Mitteland）、阿德里亞斯（Adrias）和卡西耶爾（Caséière），並聲稱該國人口為5900萬。該迷因的創始人加斯帕德·霍尔舍也被稱為里斯騰堡的總統。更有人指出1986的世界盃有里斯騰堡奪得冠軍，而事實上1986年的世界盃是由阿根廷隊勝出。人們注意到，在人工智慧程序DALL-E輸入「Listenbourg」時，會生成歐式建築圖片。
在11月，這個虛構國家引起了廣泛關注，並登上了Twitter趨勢。Tiktok的#listenbourg主題標籤已超過7500萬次瀏覽。

## 回應
2022年10月31日，2024年巴黎奧運會官方帳戶發表推文稱：「隨著里斯騰堡的到來，奧運代表團的數量從206個增加到207個。」
Amazon Prime Video宣布將於「2月31日」發布有關里斯騰堡的歷史紀錄片。（虽然日历上并没有2月31日）
瑞安航空發布了一張虛構地圖，並稱：「很自豪地宣布我們在里斯騰堡有了新的基地！」
法國電視網路TF1嘗試為這個虛構國家提供真實的天氣預報。
圖盧茲足球俱樂部稱其球隊將前往這個虛構國家的訓練營。
2022年11月1日，GPS導航軟件位智參與了這個迷因並稱：「至少我們知道如何前往那裡！」
法國政治家讓·拉薩爾假裝參觀了里斯騰堡的一個農業節。
法國城市尼斯宣稱與里斯騰堡的首都結成友好城市，當地機場亦開通了通往該國的新空中航線。
其他參與該迷因的地區、品牌和組織，包括滑雪勝地拉克呂薩、英國線上食品外賣公司戶戶送、連鎖餐廳布法羅燒烤、巴黎交通運營商RATP、法國國家鐵路的TGV列車和法國國家男子冰球隊等。